# لوسيناوات
اللوسيناوات (الاسم العلمي: Lucininae) هي أسرة من الحيوانات تتبع الفصيلة اللوسينات من رتبة اللوسينيات.

## أجناس اللوسيناوات
- اللوسينة
- الكوداكية